# La Cura
Otok La Cura [la kura]), je otok v Beneški laguni v Jadranskem morju. Upravno spada pod italijansko deželo Benečija (pokrajina Benetke).
Od 7. do 16. stoletja je bil otok del mesta Costanziaco, ki je bilo zapuščeno zaradi pogrezanja. Pred pogrezom je bila večina stavb porušena in material je bil odpeljan ter ponovno uporabljen za gradnje na drugih otokih. Vendar je kljub temu ostalo veliko prič o bivšem mestu, zato je danes otok La Cura važno zgodovinsko nahajališče.
Razen obdobnih raziskovalcev in študentov je otok neobljuden.